# براندون آستین
براندون آستین (انگلیسی: Brandon Austin؛ زادهٔ ۸ ژانویهٔ ۱۹۹۹) بازیکن فوتبال اهل بریتانیا است.
وی همچنین در تیم‌های ملی فوتبال United States men's national under-18 soccer team، زیر ۱۹ سال انگلستان، و زیر ۲۱ سال انگلستان بازی کرده است.